# Amager
Amager (danskt uttal: [ˈɑˌmɑˀ] eller [ˈɑˌmɛˀɐ]) är en dansk ö i Öresund. Öns norra och västra delar tillhör Köpenhamn, medan övriga delar upptas av Tårnby kommun och Dragørs kommun. 
Amager har en yta på 96,29 km² och befolkningen uppgår till 225 746 personer (1/1 2025). På den östra delen av ön ligger Köpenhamns flygplats (Kastrup). Amager har flera militära anläggningar, såsom Kastrup fort och Dragör fort. På ön finns strandområdena Amager Strandpark och Kastrup Strandpark, flera restauranger i världsklass[källa behövs], det stora naturområdet Amager Fælled, ett av Nordens största köpcentra (Field's) och mycket annat. Amager förkortas ofta Ama'r för att återspegla det danska uttalet.
Amager är delvis en konstgjord ö, delvis en naturlig sådan. Till exempel anlades en konstgjord ö i anslutning till den redan existerande Amager Strandpark, när denna rustades upp väsentligen 2005. Ön är mycket låglänt och vissa delar ligger under havsytan, framför allt det genom fördämning och utfyllnad skapade området Kalvebod Fælled (Vestamager). Amager började uppodlas i större skala under 1500-talets första hälft, då kung Kristian II bjöd in nederländska bönder till att odla upp ön för kronans räkning. Flertalet slog sig ned i fiskeläget Dragør där många än idag har namn med nederländskt ursprung som Neels och Tønnes.
Den stora utvecklingsfasen började på 1800-talet då flera fabriker, bostadsområden och militär verksamhet utvecklade sig på ön. Det fanns ett antal stora och kända fabriker på ön och den industriella prägeln höll sig väldigt tydlig långt in på 1900-talet. Det förekommer också områden som tidigare varit sommarstugeområden och där det än idag finns kolonilottområden, i till exempel  Sundbyøster ut mot kusten. Under 1900-talet började militären att utveckla stora övningsområden på ön, vilket resulterade i Vestamager som idag innefattar ett stort naturområde endast några kilometer från Köpenhamns centrum. Under senare delen av 1900-talet har flygplatsen expanderat kraftigt och i samband med byggandet av Öresundsförbindelsen började även ett stort område byggas som kallas för Ørestad.
Ön, som är förbunden med övriga Köpenhamn genom flera broar, järnväg och sedan 2017 även Metro, har sedan sent 1990-tal förändrats mycket. Dels har flera områden exploaterats med nya moderna kvarter med lägenheter, till exempel i områdena Ørestad, Islands Brygge och Amager Strand, och dels har Amagers närhet till Köpenhamn raderat dess tidigare rykte som en industriell förstad till Köpenhamn. Idag finns det områden av alla sorter på ön. Tack vare flygplatsen finns ett aktivt näringsliv kvar, samtidigt som de nya områdena och inte minst upprustningen av Amager Strand har förändrat bilden av ön. Idag är flera delar av ön mycket attraktiva bostadsområden.
Amager återfick i samband med Öresundsbron även en järnvägsförbindelse vilket inte funnits sedan 1960-talet. En motorväg byggdes samtidigt över öns mellersta del. Köpenhamns metro går till bland annat Kastrups flygplats och Ørestad, med ett antal stationer på ön. Kring metro- och regionaltågsstationen Ørestad har ett stort kontors-, handels- och bostadsområde uppförts under 2000-talet med för närvarande (2020) 21 400 invånare och 20 000 arbetsplatser. Detta sträcker sig från Bella Center i norr till metrostationen Vestamager i söder. Även om området inte ligger vid kusten har Ørestad delvis fått karaktären av en hamnstad genom anläggandet av konstgjorda kanaler och dammar. Vid Islands Brygge finns en "äkta" sjöstad.
Före Öresundsförbindelsens uppförande hade småstaden Dragør en färjeförbindelse med Limhamn i södra Malmö. På grund av denna fanns i Dragør tidigare en betydande gränshandel. Denna har under 2000-talet helt upphört liksom den genomgående trafiken. 
Amagers västra del, som utvanns från Öresund under 1920- och 30-talen, är med undantag för Bella Center, Ørestad samt ett koloniområde, avsatt som natur- och rekreationsområde. Marken är ängsmark (odlad mark finns dock på den naturliga delen av öns södra del). Längst i söder finns skogen Kongelunden, som anlades av Det Kongelige Danske Landhusholdningsselskab. Tidigare skog hade redan använts till odling, bränsle och byggnadsmaterial och det sista området fördärvades under Karl X Gustavs första danska krig 1657–1658. På öns östra del, vid Öresundskusten, finns Amager Strandpark med en populär sandstrand. Området har omgestaltats, med en konstgjord ö och en lagun innanför. Nyinvigningen av parken, som funnits sedan 1934, ägde rum 2005.
Amager är den tätast befolkade ön i Danmark. Den näst mest tätbefolkade är Thurø.

## Uttryck med 'Amager'
- Amar! – en besvärjelse för oskuld, en mild ed. Amager Fælled användes tidigare som plats för avrättning. Häpnadsväckande![3]
- Amagerbroderi – et broderi med plattsöm i kulörta färger.[4]
- Amagersyning (Amagersömnad) är holländskt inspirerad broderiteknik.[5]
- Amagergarn – pärlgarn, merceriserad bomullsbroderitråd (på tyska: de:Perlgarn).[6]
- Amagerhylde – Amagerhylla, en A-formad triangulär hylla för prydnadssaker.[7]
- Amagermad – Amagermacka är en dubbelmacka bestående av en skiva rågbröd och en skiva vetebröd med smör emellan och möjligen pålägg.[8]
- Amager-nummerplade (registreringsskylt från Amager) betecknar en tatuering på ländryggen.